# 見参
見参（けんざん/げざん）とは目上の人に会うことである。現在は対面・面会の謙譲語として用いられる。ここでは日本史における臣従儀礼としての見参を中心に解説する。

## 概要
そもそもは公家の世界で節会などの宮中の宴会に出席するという意味であったが、やがて武士の時代となり鎌倉時代中期に入り下記の臣従儀礼という意味が定着、これが広まって現在の意味につながったと思われる。

## 臣従儀礼としての見参
日本史において見参とは鎌倉時代、武士特に御家人が主君(すなわち将軍)に謁見し臣従の意を示すことである。そもそも鎌倉時代当初は、姓名を記した名簿(みょうぶ)の奉呈によって主従契約が結ばれていた。しかし、時代の流れとともにだが、簡略化されて名簿奉呈に変わり主君への謁見を許され初めて拝謁することが主従契約の締結の条件となり、鎌倉時代中頃には臣従儀礼の代表となった。一般の武士間では見参の儀のみを行って名簿捧呈を省くようになっていった。